# Kaori Kawanaka
Kaori Kawanaka (川中香緒里, Kawanaka Kaori), née le 3 août 1991 à Kotoura, est une archère japonaise.

## Biographie
Kaori Kawanaka remporte avec Ren Hayakawa et Miki Kanie la médaille de bronze par équipes aux Jeux olympiques d'été de 2012 à Londres.